# Waduk Gondang
Waduk Gondang är en reservoar i Indonesien.   Den ligger i provinsen Jawa Timur, i den västra delen av landet, 600 km öster om huvudstaden Jakarta. Waduk Gondang ligger 40 meter över havet. Arean är 4,9 kvadratkilometer. Omgivningarna runt Waduk Gondang är en mosaik av jordbruksmark och naturlig växtlighet. Den sträcker sig 3,2 kilometer i nord-sydlig riktning, och 3,7 kilometer i öst-västlig riktning.